# 사미원
사미원(史彌遠, 1164년 2월 23일 ~ 1233년 11월 27일)은 남송의 재상이었다. 자(字)는 동숙(同叔).

## 생애
양절동로(兩浙東路) 명주(明州) 은현(鄞縣) 출신. 효종(孝宗) 때 우승상을 지낸 사호(史浩)의 셋째 아들이다. 1179년(순희 6년), 음보에 의해 승사랑(承事郞)으로 임관했고, 1181년(순희 8년)엔 선의랑(宣義郞)으로 보임되었다. 1187년(순희 14년), 과거에 급제하여 진사가 되었으며, 소희 연간엔 대리시 사직(大理寺司直) 및 태상사 주부(太常寺主簿) 등을 역임했다. 1196년(경원 2년), 다시 대리사직으로 전임된 데 이어서 궁중 교수를 맡았다. 이후 추밀원 편수관・공부낭관・종정승(宗政丞)・지주 지주(池州知州)・제거절서상평(提擧浙西常平)을 거쳐 1205년(개희 원년)에 국사원 편수관・비서소감(秘書少監)・기거랑(起居郞)에 올랐다.
1206년(개희 2년), 당시 평장군국사였던 한탁주(韓侂胄)가 금나라와 맺은 건도 화약을 파기해 북벌에 나섰지만, 사미원은 출병에 반대했다. 이듬해인 1207년(개희 3년), 예부시랑(문부대신)이 되어 북벌에 실패한 한탁주의 죄상을 탄핵했고, 화평파의 영수로서 영종(寧宗)의 황후 양씨(楊氏)의 뜻을 받아 한탁주를 숙청한 정변을 주도했다. 이때 한탁주의 목을 금나라로 보내 주전파를 제압함으로써 화약을 성립시켰다. 1208년(가정 원년), 논공행상을 통해 지추밀원사로 승진했으며, 같은 해 6월엔 참지정사(부재상)를 겸직했다. 10월에 우승상으로 임명되었으나, 어머니의 장례 문제로 잠시 낙향했다가 이듬해 5월에 복직했고, 한탁주의 숙청에 협력한 전상조(錢象祖)와 위경(衛涇) 등을 제거해 단독 재상이 되어 명실공히 조정의 대권을 장악하기에 이른다.  
내정면에서는 중서문하성・추밀원・대간의 요직에 '4목 3흉(四木三凶)'이라 일컬어진 자신의 측근 및 관료들을 기용해 행정 실무를 통제하는 방식으로 정권의 기반을 다졌다. 한편, 경원의 당금 이래 주자학에 대한 탄압을 풀어주었고, 주희와 조여우 등의 명예를 회복시키거나, 작록(爵祿)을 수여하면서 사대부의 여론을 회유하는데도 부심했다. 1220년(가정 13년), 경헌태자(景獻太子)가 사망하고 대신 황위 계승자로 내정된 조횡(趙竑)과 불화하게 되자, 태조(太祖)의 차남이었던 연왕(燕王) 조덕소(趙德昭)의 후예인 조윤(趙昀)을 입궁시켰다. 1224년(가정 17년), 영종이 붕어하면서 조횡을 폐출시키고 조윤을 옹립하니, 그가 이종(理宗)이다. 호주(湖州)로 추방된 조횡은 역모에 휘말려 사미원이 파견한 자객에 의해 죽임당했다.
1225년(보경 원년) 6월, 태사(太師)・위국공(魏國公)의 작위를 받았으나 태사의 칭호는 고사한 채 받지 않았고, 노국공(魯國公)으로 개봉(改封)되었다. 1230년(소정 3년) 12월, 이종의 조칙으로 10일에 한 번만 입조하여 정무를 볼 수 있는 예우가 허용되었다. 1233년(소정 6년) 10월, 태사・좌승상을 배명받아 회계군왕(會稽郡王)으로 진봉했지만, 곧이어 병사한다. 사후에 중서령(中書令)이 추증되었으며, 위왕(衛王)으로 추봉되어 충헌(忠獻)의 시호를 받았다. '독재 재상'이 등장한 남송시대를 통틀어서도 25년에 걸친 집권은 가장 오랫동안 지속된 것이었다. 사미원의 집정기는 중세(重稅)와 회자(會子)의 남발로 인한 압정에 백성들이 시달리고, 문치주의를 중시한 나머지 군사력이 저하되어 남송 멸망의 원인이 배양되어간 시대이기도 했다.  